# Gran Depresión en Chile

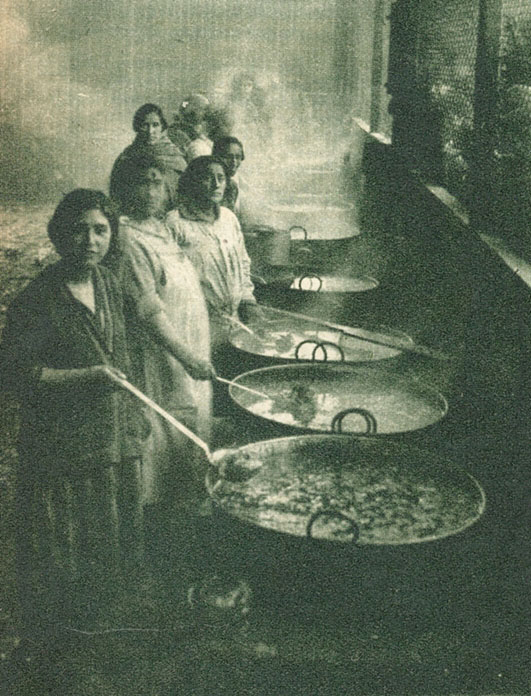
«Olla común» para alimentar a los desempleados en 1932.

La Gran Depresión —iniciada en 1929— tuvo fuertes repercusiones en Chile entre 1930 y 1932. Las exportaciones de salitre y cobre, principales pilares de la economía chilena, se derrumbaron. Según el World Economic Survey de la Sociedad de las Naciones, Chile fue la «nación más afectada por la crisis en el mundo (la gran depresión)».

## Efectos
Como consecuencia de la Gran Depresión, Carlos Ibáñez del Campo renunció a la presidencia de Chile en julio de 1931, tras lo cual se sucedió una serie de gobiernos de corta duración, hasta la elección presidencial de 1932, cuando resultó elegido Arturo Alessandri, quien asumió en diciembre de ese año.
La crisis económica aumentó los índices de desempleo y causó una migración de mineros del salitre que quedaron desempleados desde el norte de Chile a la capital, Santiago. A pesar de que los mineros constituían solo el 6 % de la población activa, fueron más de la mitad de los trabajadores cesantes durante la crisis. Las «ollas comunes» —nombre con el que se conoce en Chile a los comedores sociales— se multiplicaron en Santiago, y las personas sin vivienda comenzaron a habitar en cuevas de los cerros que rodean dicha ciudad. El Estado respondió a la crisis incrementando gradualmente los aranceles, aumentando la demanda interna y el control sobre el flujo y uso de moneda extranjera. Fueron establecidas cuotas y licencias a las importaciones y fue abolida la convertibilidad del oro en 1931.
Estas políticas contribuyeron a una recuperación industrial y ya por 1934 la industria chilena superó los registros de actividad de 1929. En los años 1930 el crecimiento industrial masivo estuvo encabezado por la industria textil, pero las industrias mineras no metálicas, químicas, y de maquinarias y fábricas de transporte, también se expandieron. La industria global se recuperó y expandió más rápido que las exportaciones tradicionales en el periodo poscrisis, hasta la Segunda Guerra Mundial.